# Граф Дика
Граф Дика — 3-регулярный граф с 32 вершинами и 48 рёбрами, назван в честь Вальтера фон Дика
.
Граф является гамильтоновым графом с 120 различными гамильтоновыми циклами. Его хроматическое число равно 2, хроматический индекс равен 3, его радиус равен 5, диаметр равен 5 и обхват равен 6. Он является также 3-вершинно-связным и 3-рёберно-связным.
Граф Дика является тороидальным, и двойственный граф его тороидального вложения — это граф Шрикханде, строго регулярный симметричный гамильтонов граф.

## Алгебраические свойства
Группа автоморфизмов графа Дика — это группа порядка 192. Она действует транзитивно на вершины и рёбра графа. Таким образом, граф Дика является симметричным. Он имеет автоморфизмы, которые переводят любую вершину в любую другую вершину и любое ребро в любое другое ребро. В списке Фостера граф Дика, обозначенный как F32A, является единственным кубическим симметричным графом с 32 вершинами.
Характеристический многочлен графа Дика равен {\displaystyle (x-3)(x-1)^{9}(x+1)^{9}(x+3)(x^{2}-5)^{6}}.

## Карта Дика
Граф Дика является остовом симметричного паркета поверхности третьего рода из двенадцати восьмиугольников, известного как карта Дика или Паркет Дика. Двойственный граф этого паркета является полным трёхдольным графом K4,4,4.

## Галерея

Альтернативное изображение графа Дика.
Хроматическое число графа Дика равно 2.
Хроматический индекс графа Дика равен 3.